# Ficus sulcata
Ficus sulcata là một loài thực vật có hoa trong họ Moraceae. Loài này được Elmer mô tả khoa học đầu tiên năm 1912.